# Lagstiftaren
Lagstiftaren är ett inom rättsvetenskapen använt samlingsbegrepp för "den lagstiftande makten" eller "lagstiftningsprocessen" i sin helhet, ett förenklat sätt att referera till hela lagstiftningsprocessen från förslag över debatt och argumentation till slutligt utfärdande som om den utfördes av en enda imaginär figur. Ingen tror att det finns en sådan figur.
Ofta hänvisas till lagstiftarens intention, som inte sällan står att finna i förarbetena till lagen.